# Classe ATC A02
La classe ATC A02, dénommée « Médicaments liés à des problèmes d'acidité », est un sous-groupe thérapeutique de la classification anatomique, thérapeutique et chimique, développée par l'OMS pour classer les médicaments et autres produits médicaux. La classe ATC vétérinaire correspondante dans la classification ATCvet est QA02. Le sous-groupe présenté ici est celui établi par l'OMS, et peut donc différer des versions dérivées utilisées dans certains pays. Il fait partie du groupe anatomique A de la classification, intitulé « Système digestif et métabolisme ».

## A02A Anti-acides

### A02AA Dérivés dumagnésium
A02AA01 Carbonate de magnésium
A02AA02 Oxyde de magnésium
A02AA03 Peroxyde de magnésium
A02AA04 Hydroxyde de magnésium
A02AA05 Silicate de magnésium
A02AA10 Associations

### A02AB Dérivés de l'aluminium
A02AB01 Hydroxyde d'aluminium
A02AB02 Algeldrate
A02AB03 Phosphate d'aluminium
A02AB04 Carbonate sodique dihydroxialuminique
A02AB05 Acétoacétate d'aluminium
A02AB06 Aloglutamol
A02AB07 Glycinate d'aluminium
A02AB10 Associations

### A02AC Dérivés ducalcium
A02AC01 Carbonate de calcium
A02AC02 Silicate de calcium
A02AC10 Associations

### A02AD Associations et dérivés complexes d'aluminium, de calcium et de magnésium
A02AD01 Associations ordinaires de sels
A02AD02 Magaldrate
A02AD03 Almagate
A02AD04 Hydrotalcite
A02AD05 Almasilate

### A02AF Antacides et antiflatulents
A02AF01 Magaldrate et antiflatulents
A02AF02 Associations ordinaires de sels et antiflatulents

## A02B Médicaments pour ulcère peptique et lereflux gastro-œsophagien

### A02BA Antihistaminiques anti-H2
A02BA01 Cimétidine
A02BA02 Ranitidine
A02BA03 Famotidine
A02BA04 Nizatidine
A02BA05 Nipérotidine
A02BA06 Roxatidine
A02BA07 Ranitidine bismuth citrate
A02BA08 Lafutidine
A02BA51 Cimétidine, associations
A02BA53 Famotidine, associations

### A02BBProstaglandines
A02BB01 Misoprostol
A02BB02 Enprostil

### A02BC Inhibiteurs de la pompe à protons
A02BC01 Oméprazole
A02BC02 Pantoprazole
A02BC03 Lansoprazole
A02BC04 Rabéprazole
A02BC05 Ésoméprazole
A02BC06 Dexlansoprazole
A02BC07 Dexrabéprazole
A02BC53 Lansoprazole, associations
A02BC54 Rabéprazole, associations

### A02BD Associations pour l'éradication duHelicobacter pylori
A02BD01 Oméprazole, amoxicilline et métronidazole
A02BD02 Lansoprazole, tétracycline et métronidazole
A02BD03 Lansoprazole, amoxicilline et métronidazole
A02BD04 Pantoprazole, amoxicilline et clarithromycine
A02BD05 Oméprazole, amoxicilline et clarithromycine
A02BD06 Ésoméprazole, amoxicilline et clarithromycine
A02BD07 Lansoprazole, amoxicilline et clarithromycine
A02BD08 Subcitrate de bismuth, tétracycline et métronidazole
A02BD09 Lansoprazole, clarithromycine et tinidazole
A02BD10 Lansoprazole, amoxicilline et Lévofloxacine
A02BD11 Pantoprazole, amoxicilline, clarithromycine et métronidazole

### A02BX Autres médicaments en cas d'ulcère peptique et de reflux gastro-œsophageal (en anglais: GORD)
A02BX01 Carbénoxolone
A02BX02 Sucralfate
A02BX03 Pirenzépine
A02BX04 Chlorure de méthiosulfonium
A02BX05 Sous-citrate de bismuth
A02BX06 Proglumide (en)
A02BX07 Gefarnate
A02BX08 Sulglicotide
A02BX09 Acétoxolone
A02BX10 Zolimidine
A02BX11 Troxipide
A02BX12 Sous-nitrate de bismuth
A02BX13 Acide alginique
A02BX14 Rébamipide
A02BX51 Carbénoxolone, associations sans psycholeptiques
A02BX71 Carbénoxolone, associations impliquant des psycholeptiques
A02BX77 Gefarnate, associations impliquant des psycholeptiques

## A02X Autres médicaments liés à des problèmes d'acidité
Vide